# 吳明臻
吳明臻（1999年10月24日—）為臺灣女子籃球運動員，場上位置為前鋒，現效力於電信女籃。吳明臻是臺南人，出身太子國中、南山高中以及國立臺灣師範大學，為WSBL電信女籃的保留球員。

## 外部連結
- 吳明臻在Eurobasket.com（球員）（英语）